# Pseudencyrtus idmon
Pseudencyrtus idmon is een vliesvleugelig insect uit de familie Encyrtidae. De wetenschappelijke naam is voor het eerst geldig gepubliceerd in 1848 door Walker.